# Gangchenpo
 (avril 2018).
Le Gangchenpo est un sommet népalais se situant en Himalaya. Il culmine à 6 380 mètres d'altitude.